# 레드닷 디자인 어워드

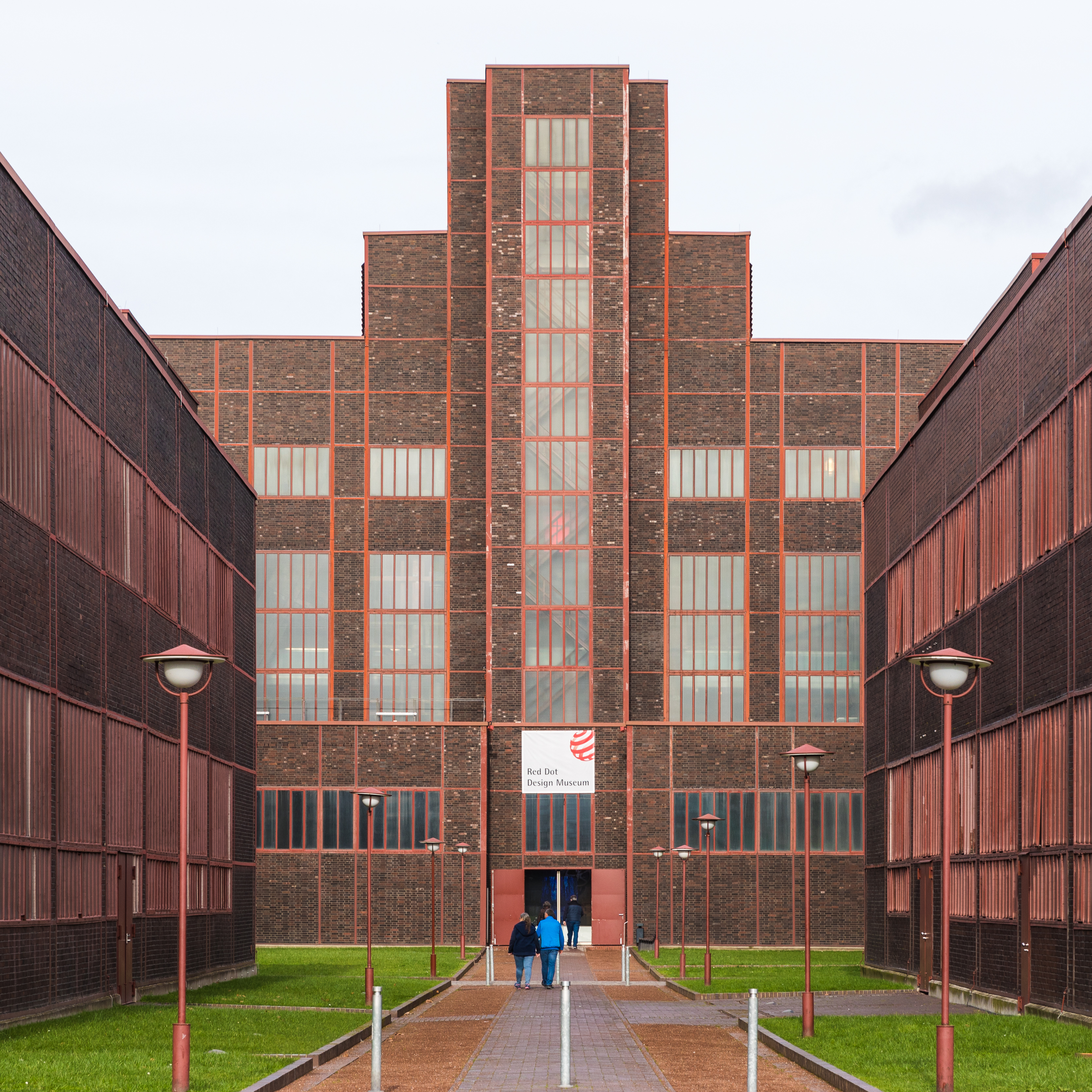
독일 에센에 소재하는 레드닷 디자인 박물관

레드닷 디자인 어워드(Red Dot Design Award)는 세계에서 가장 잘 알려진 디자인 공모전의 하나이다. 이 대회의 목적은 디자인계에서 걸출한 양질의 작품에 명예를 수여하는데 있다. 1955년부터 디자이너 및 제조업자들은 해마다 열리는 우승자 선출에 지원해왔다. 이 대회에서의 수상작들은 국제적인 전시를 위해 레드닷 디자인 뮤지엄에 전시된다.

## 응모 분야
레드닷 디자인 어워드는 크게 제품 디자인, 커뮤니케이션 디자인, 컨셉 디자인 세 분야로 나뉜다.
- 제품 디자인

세 분야 중에서 가장 오래된 영역으로 2000년까지 Design Innovationen으로 알려져 있었다. 이 공모전은 가구, 생활용품, 기계, 자동차, 도구, 기계 등을 포함하여 제품을 제조하는 영역에서 응모할 수 있다.
- 커뮤니케이션 디자인

1993년부터 커뮤니케이션을 전반으로 하는 시각디자인 분야를 비롯해서 광고, 인터랙티브 미디어, 사운드 디자인 등의 여러 분야에서 괄목할만한 작품들을 선정해왔다. 2008년부터 디자인계에서의 혁신적인 성취를 지속적으로 이끌어온 디자인 회사에게red dot: design agency of the year라는 칭호를 수여해오고 있다.
- 컨셉 디자인

컨셉 디자인 분야에서는 새롭고 창조적이며 흥미로운 아이디어 비전을 선정한다. 대상은 가능성을 높이 사고 있으며 젊고 자랄 수 있는 재능을 가진 디자이너들이다.

## 수상
- red dot: best of the best

수상작들 중에서 가장 최고의 작품을 채택한다. red dot award: product design에서 가장 높은 상이다.
- red dot

국제적인 배심원단으로부터 가장 높은 수요를 받은 양질의 디자인이 수상을 할 수 있다.
- honorable mention

작품을 가장 대표할 수 있는 세부적인 내용들을 조명하기 위해서 국제적으로 알려진 전문가로부터의 멘트를 얻을 수 있다. 그러한 멘트들은 수상자들이 미래에 지속적으로 성공적인 디자인을 할 수 있게 하기 위한 장려를 목적으로 한다.
- red dot: design team of the year

1988년부터 해마다 혁신적인 디자인 작품을 국제적으로 낸 팀을 찾아서 선정한다. 가장 근래의 수상자들은 Apple, Nokia, Pininfarina, adidas, LG Electronics, BMW, Bose, Tupperware 등이 있다.

## 연감
해마다 선정된 작품의 도록이 실려있고 디자인 전문가의 품평 역시 수록되어있다. doing과 living의 포맷으로 두 권의 책으로 만들어진다.

## 레드닷 디자인 뮤지움
레드닷 디자인 뮤지움은 독일과 싱가포르에 있다. 수상작들을 전시하는 공간으로 이용된다. 또한 아울러 동시대 현대 디자인 분야에서 걸출한 작품을 전시하는 것으로 유명하다. 'Please do not touch'와는 달리 대부분의 전시에서 방문객에게 직접 다가갈 수 있고 만질 수도 있는 체험을 제공하여 수상작에 관해 다양한 감각으로 경험을 할 수 있게 장려한다. 유네스코 세계문화유산(the impressive architecture of the UNESCO World Heritage Site of Zollverein)에서 인상적인 건물로 소개된 바가 있다. 수상자에게는 별도의 혜택을 받을 수 있는 클럽카드를 배부된다.

## 투어
수상작들을 세계의 대표적인 도시를 순회하며 전시한다. 도쿄, 모스크바, 싱가폴, 프라하, 두바이, 비엔나, 심천, 브라티슬라바, 브르노 등의 도시에서 열렸다. Beijing International Design Week가 열릴 2009년 10월에는 best of selection을 타이틀로 하여 처음으로  Icograda World Design Congress2009에서 레드닷 투어가 열렸다.

## 상장 판매에 대한 문제 제기
조선일보 기사에 따르면 '상(賞) 장사'라는 표현을 쓰며 레드닷 디자인 어워드가 돈을 주고 상을 사는 것이라 보도했다. 실제 수상은 대한민국과 중국 두 나라에 집중되어 있고 그 중 대한민국이 수상의 절반을 차지한다고 하였다. 나머지 절반은 중국과 대만 뿐이라 하며 사실상 한국인과 중국인만 상을 받고 있다고 한다. 그렇기에 이런 국가들이 해당 디자인상을 먹여 살리고 있다고 하며 디자인으로 유명한 미국의 애플이나 덴마크 뱅앤올룹슨과 같은 기업은 순위 조차 들지 못했다고 점도 짚었다.
한국 디자인 업계 종사자들도 이러한 사실을 알고 있으나 쉬쉬하던 것이 기사를 통해 드러났는데 "비용 부담은 있지만 디자인상 수상 로고를 제품에 붙이고 있으면 매장에서 확실히 소비자 반응이 좋다"는 수상자의 반응이 같이 보도되었기 때문이다.
이러한 분위기를 근거하는 것이 지자체에서도 상장 구매를 위한 현금 지원사업이 진행 중이며 지자체에서 해당 지원사업을 '마케팅연계지원'이라 칭할 정도로 일부 해외 어워드 수상은 홍보예산을 지불하여 마케팅 목적으로 상장을 구매하는 업계 현실을 방증한다.